# Bob Wooler
Bob Wooler, född Frederick James Wooler den 19 januari 1926 i  Liverpool, död 8 februari 2002 i Liverpool, var mest känd för att bidragit till att presentera The Beatles för deras blivande manager, Brian Epstein, och som DJ på The Cavern Club.